# Knight Online
Knight Online is een gratis MMORPG ontwikkeld door MGame Corporation en Noah System. Een personage in het spel wordt een ID genoemd, maar de term character (afgekort char) wordt meer gebruikt. Op elke server geldt een maximum van 3 ID's per account. Er zijn vele soorten ID's. 
Er zijn in het spel twee naties: El Morad en Karus, elk met verschillende rassen en uiterlijk. El Morad wordt bevolkt door het ras mensen. Karus wordt bevolkt het ras Orks. Bij elk ras zijn 4 zogenaamde beroepen, namelijk: Warrior, Rogue, Tovenaar en Priester.
- Warriors, deze kunnen op een 'normale' manier aanvallen.
- Rogues, deze worden het meest gebruikt. Rogues zijn onder te verdelen in assasins en archers.
- Tovenaars, deze kunnen in het spel spreuken uitvoeren en daarmee vijanden aanvallen casten.
- Priesters, deze kunnen helen en kunnen anderen daarmee helpen.

## Spelverloop
Nieuwe ID's beginnen hun leven in Moradon en kunnen daar samenwerken met andere spelers om zo snel mogelijk level 40 te halen, zodat ze naar andere gebieden kunnen reizen.
Het stijgen in level kan bereikt worden door het doden van monsters die overal in het spel aanwezig zijn. Deze monsters geven ervaring en per level is er een bepaalde hoeveelheid ervaring die behaald dient te worden. Een snelle manier van het stijgen in level is het doen van opdrachten (quests). De beloningen van quests variëren van een bepaalde hoeveelheid ervaring tot unieke objecten zoals wapens en accessoires.
Er zijn in totaal 83 levels te behalen. Voorheen waren dat er 70, maar in augustus 2006 werd een uitbreiding uitgebracht waarmee het aantal levels werd verhoogd naar 80. Met deze uitbreiding ontstond niet alleen een nieuw maximaal haalbaar level, maar ook nieuwe monsters, nieuwe vaardigheden en nieuwe plaatsen in het spel. Met een andere uitbreiding is het maximum haalbare level veranderd naar level 83.
In het spel kan men een kraam opzetten om het maximum van 12 objecten te verhandelen.
Het partysysteem is een manier om samen te spelen met andere spelers. De leider van de party, in het spel partyleader genoemd, vormt een party van maximaal acht spelers om gezamenlijk te spelen.
Een clan is een groep van maximaal 50 spelers die samenspelen onder leiding van een clanleider. Hoe hoger het aantal gezamenlijke nation points van de clanleden, hoe hoger het niveau van de clan oftewel de grade. Via het clansysteem kunnen ook monsters worden verslagen en bijzondere objecten worden verdiend.
De clanleider kan ook een alliantie (ally) aangaan met aan andere clan. Ook bepaalde bijzondere objecten kunnen via het alliantiesysteem worden gedeeld. Geallieërde clans kunnen ook met elkaar praten in de chat.